# Etlastenasellus confinis
Etlastenasellus confinis là một loài chân đều trong họ Stenasellidae. Loài này được Bowman miêu tả khoa học năm 1982.